# Heinsen
Heinsen település Németországban, azon belül Alsó-Szászország tartományban. Lakosainak száma 742 fő (2023. december 31.). Heinsen Höxter és Polle községekkel határos.

## Népesség
A település népességének változása:
| Lakosok száma | 780  | 772  | 767  | 749  | 739  | 742  |
|               | 2016 | 2017 | 2019 | 2021 | 2022 | 2023 |